# Ronnie Bucknum
Ronald ”Ronnie” Bucknum, född 5 april 1936 i Alhambra i Kalifornien, 
död 23 april 1992 i San Luis Obispo, var en amerikansk racerförare. Far till racerföraren Jeff Bucknum.

## Racingkarriär
Bucknum började tävla i racing 1956. Han vann Sports Car Club of America 1959, 1960, 1962 och 1964 och då sammanlagt 44 av 48 lopp. Bucknum uppmärksammades under ett lopp i en Porsche 904 på Sebringbanan av det nystartade formel 1-stallet Honda som valde honom som förare i debuten i Tyskland 1964. Eftersom Honda själva saknade racingerfarenhet var valet av Bucknum var ganska logiskt. Han tog sina enda poäng i Mexiko 1965, där hans stallkamrat Richie Ginther vann överlägset och han kom femma. 
Bucknum återvände till sportvagnsracing och tävlade bland annat i Le Mans 24-timmars, där han som bäst kom trea tillsammans med Dick Hutcherson i 1966 i en Ford GT40.
Han tävlade senare i Indycar, där han vann Michigan 500 1968. 
Bucknum dog i sviterna av diabetes 56 år gammal.

## F1-karriär

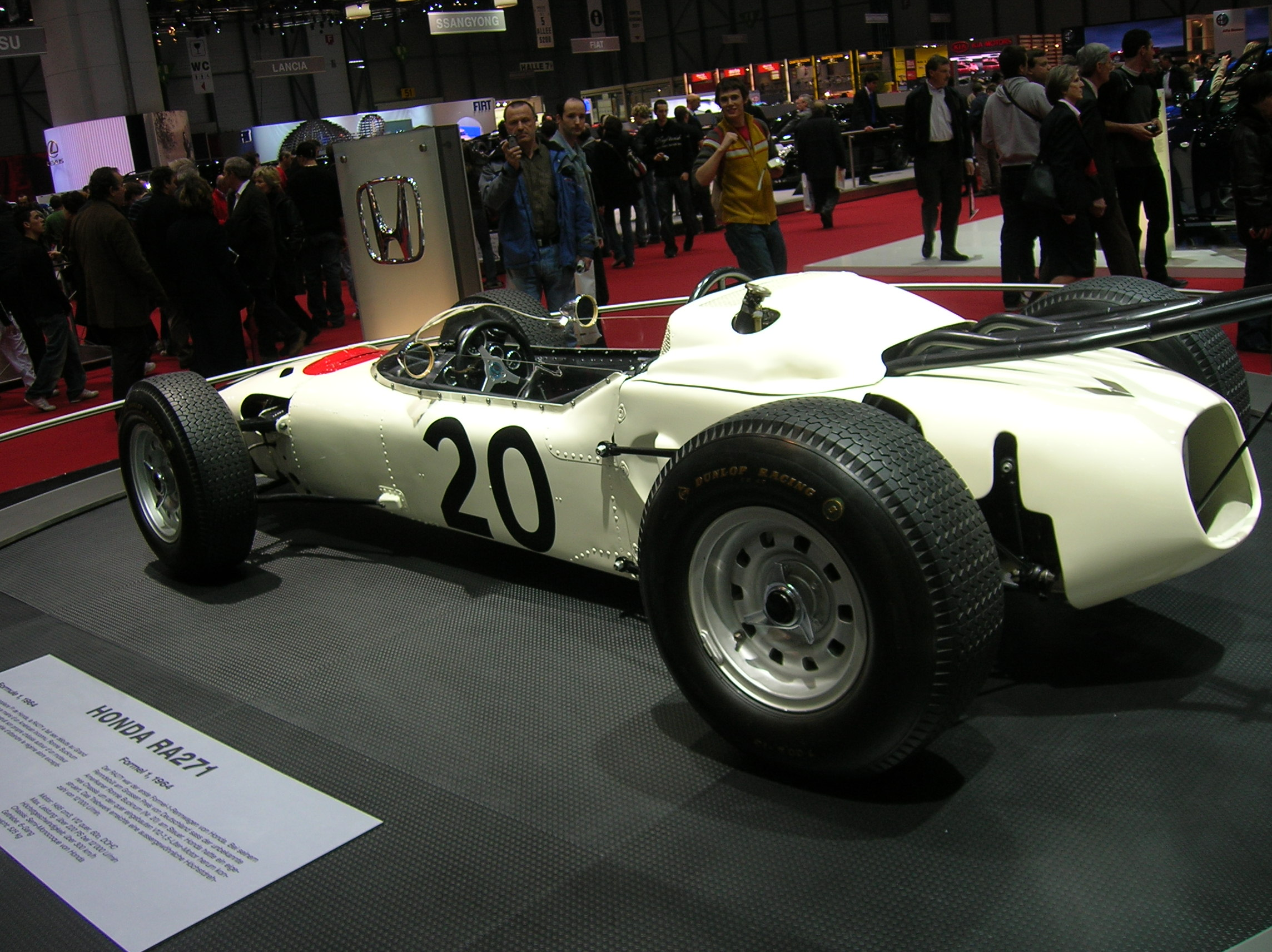
Bucknums Honda RA271 från.

| Säsong | Stall/Tillverkare | Poäng | Placering |
| ------ | ----------------- | ----- | --------- |
| 1964   | Honda             | 0     | –         |
| 1965   | Honda             | 2     | 14        |
| 1966   | Honda             | 0     | –         |